# Eupithecia amurensis
Eupithecia amurensis är en fjärilsart som beskrevs av Leo Schwingenschuss 1954. Eupithecia amurensis ingår i släktet Eupithecia och familjen mätare. Inga underarter finns listade i Catalogue of Life.